# 엘렌 웨스톤
엘렌 웨스톤(Ellen Weston, 1939년 4월 19일 ~ )은 미국의 각본가, 연극 배우, 영화배우, 텔레비전 배우이다.
뉴욕에서 태어났다.

## 방송
- 특수기동대
- 겟 스마트